# プレミアムシアター
『プレミアムシアター』は、NHKデジタル衛星ハイビジョン（2011年度からNHK BSプレミアム）が2010年4月3日に放送を開始した劇場番組である。前年度まで土曜深夜に放送されていた『ハイビジョンウィークエンドシアター』、前年度にNHK BS2で日曜深夜に放送されていた『クラシック・ロイヤルシート』とNHK教育テレビジョン（現・Eテレ）で同時期に放送終了された『芸術劇場』が実質的な前身番組で、枠移転と同時に改題、事実上統廃合された。選りすぐりのクラシックコンサートを放送する。
2014年度にオープニング・エンディングタイトルを一新。テーマ曲は冨田勲が作曲。
2023年12月からはBS放送の再々編に伴い、NHK BSプレミアム4KとNHK BS（BS2K）の2チャンネルで放送。

## 放送時間
- NHK BSプレミアム4Kでは日曜23:20 - 月曜5:00を基本とする。放送内容によって終了時間は変動する。
- NHK BSでは2024年4月からFIFAワールドカップ 〜伝説の試合ノーカット〜やJリーグタイムの放送のため、月曜未明（日曜深夜）1:35-5:00（2023年12月 - 2024年3月は原則日曜24:00（月曜0:00） - 月曜5:00）を基本として時差（内容も1週遅れ）放送となるが、大リーグ中継をはじめスポーツ中継などで休止の場合もある。NHK BSプレミアム4KのみでNHK BSでは放送されない公演もある。スポーツ中継等で休止の場合土曜深夜（日曜0:00以降）に放送する場合もある[1]。
- 2023年度末（2024年3月）までは、第1日曜深夜（翌月曜）は日本の舞台演劇を中心に放送する『プレミアムステージ』があったため『プレミアムシアター』としては放送がなかったが、2024年度（同4月）から枠が統合された[2]。これにより第1日曜（とその翌日）も多くの回でヨーロッパのクラシックコンサートを放送することが増え、国内舞台演劇は不定期放送となった。また23年度までは公演を2～3本程放送していたが、24年度からは上述の通りNHK BSでの放送枠縮小もあってか2時間から3時間程度の公演が1本という放送が基本となっている。
ただし、内容などによって、開始・終了時刻が変更する場合あり。

## 内容
- ヨーロッパのオペラ・バレエ・音楽祭の公演を放送する。月1度程度は小劇場を含む、日本の演劇の公演、またまれに歌舞伎などの古典芸能の公演も放送される。

## 関連番組
- ミッドナイトステージ館
- 芸術劇場